# Арагон, Анхелика
Анхелика Арагон (исп. Angelica Aragon; род. 11 июля 1953, Мехико Мексика) — мексиканская актриса театра и кино.

## Биография
Анхелика Арагон родилась  в Мехико, в семье композитора Хосе Анхеля Эспиносы (1919) и Сонии Странски Эчеверриа. Анхелика Арагон сказала родителям, что хочет стать актрисой. Отец одобрил выбор дочери, а мать хотела, чтобы Анхелика стала писательницей, но, увидев как дочь играет в домашнем спектакле, тоже одобрила её выбор.
Анхелика дебютировала в 1971 году в сериале "У любви — женское лицо", где она сыграла одну из эпизодических ролей. Режиссёры приметили актрису и приглашали её для новых проектов. За свою карьеру Анхелика Арагон снялась в 84 кинокартинах, большая часть которых - телесериалы.
В России Анхелику Арагон знают по телесериалам: Просто Мария (Глория), В плену страсти (Хосефина Монтеро), Свет женских глаз (Мария Инес Домингес де Сан-Милан), Волчица и Женские секреты (Лола).
После съёмок сериала В плену страсти актрисе Анхелике Арагон и ещё ряду актёров не были выплачены гонорары. Это привело к скандалу и увольнению Анхелики Арагон и ещё ряда актёров из Телевисы. 
После участия в сериале Всё, хватит Анхелика Арагон решила покинуть сериальный мир. 
Анхелика Арагон играет в театре и снимается в кинофильмах.

## Фильмография

### Сериалы

#### Мексика

##### СериалыTelevisa
- 1971 - У любви - женское лицо
- 1980 - Сандра и Паулина - Исабель.
- 1981 - Дом, который я ограбила - Геновева Веларде-Агирре
- 1982 - Ванесса - Алехандра (Луиса).
- 1983 - Искорка - Лусия.
- 1984 - Хищница - Костенья.
- 1984 - Принцесса - Фернанда.
- 1985 - Пожить немножко - Андреа Сантос.
- 1986-87 - Волчье логово - Амелия Лариос.
- 1988 - Дом в конце улицы - Леонор.
- 1989-90 - Просто Мария - Глория (дубл.Екатерина Васильева).
- 1990 - В собственном теле - Магдалена.
- 1990 - Дни без луны - Лусия.
- 1992 - Навстречу солнцу - Чоле.
- 1994-96 - Розовые шнурки - Берта.
- 1994 - Там за мостом - Чоле.
- 1996 - В плену страсти - Хосефина Монтеро.

##### СериалыTV Azteca
- 1997-98 - Свет женских глаз - Мария Инес Домингес де Сан Милан.
- 1997-98 - Волчица
- 1999 - Волна
- 2001 - Женские секреты - Лола.
- 2002 - Ради тебя
- 2003-04 - Свет женских глаз-2 - Мария Инес Домингес де Сан Милан.
- 2005 - Всё,хватит - Асалея.

##### Сериалы свыше 2-х сезонов
- 1985-2007 - Женщина, случаи из реальной жизни  (всего 22 сезона).

##### Сериалы совместных производителей
- 2000 - Всё ради любви (Мексика-Колумбия) - Кармен Давила.

#### США
- 1986 - Орлиные крылья (мини-сериал) - Стюардесса.

### Фильмы
- Урожай (1992)
- Прогулка в облаках (1995)
- Секс, стыд и слёзы (1999)
- По кусочкам (2000)
- Тайна отца Амаро (2002)
- Грязные танцы 2: Гаванские ночи (2004)

## Награды и премии

### ПремияTVyNovelas
- 1986 - Лучшая ведущая актриса - Пожить немножко - Победительница.
- 1990 - Лучшая ведущая актриса - Дом в конце улицы - Номинирована.
- 1991 - Лучшая ведущая актриса - Дни без луны - Номинирована.
- 1997 - Лучшая главная роль - В плену страсти - Номинирована.
- 1998 - Лучшая ведущая актриса - Свет женских глаз - Победительница.

### ПремияACE,Нью-Йорк
- 1999 - Лучшая актриса - Свет женских глаз - Победительница.

### ПремияBravo
- 2001 - Лучшая актриса - Всё ради любви - Победительница.

### ПремияAriel
- 1988 — Лучшая женская роль второго плана — Ярость Бога — Номинирована.
- 1994 — Лучшая женская эпизодическая роль — Платье, которое вы сняли — Победительница.
- 1996 — Лучшая женская роль — События далёких — Номинирована.
- 1997 — Лучшая женская роль второго плана — Естественной смертью — Номинирована.
- 1998 — Лучшая женская эпизодическая роль — Кориандр и Петрушка — Победительница.
- 1999 — Лучшая женская эпизодическая роль — Оптическое волокно — Номинирована.
- 2002 — Лучшая женская роль второго плана — Тайна отца Амаро — Победительница.